# Nová Ves u Oslavan
Nová Ves (deutsch Neudorf) ist eine Gemeinde in Tschechien. Sie liegt fünf Kilometer westlich von Ivančice und gehört zum Okres Brno-venkov. 

## Geographie
Nová Ves befindet sich auf einer Ebene zwischen den Tälern der Jihlava und Oslava. Das Dorf liegt größtenteils im Gebiet des Naturparks Oslava und am nordöstlichen Rand des Naturparkes Střední Pojihlaví. In Nová Ves entspringt der Oslava-Zufluss Údolní potok. Nördlich erhebt sich der Roveň (316 m), im Nordosten die Oslavanská stará hora (298 m), östlich der Koblih (274 m) und Bouchal (276 m), im Süden der Vinohrady (278 m), westlich der Biskoupský kopec (397 m) sowie im Nordwesten der U Oběšeneho (369 m). Zwischen Nová Ves und Senorady liegt die erloschene Ansiedlung Řevušín.
Nachbarorte sind Lukovany im Norden, Oslavany im Nordosten, Ivančice im Osten, Letkovice und Alexovice im Südosten, Řeznovice und Hrubšice im Süden, Biskoupky im Südwesten, Kozínek und Lhánice im Westen sowie Senorady und Čučice im Nordwesten.

## Geschichte
Nordwestlich befand sich die Ansiedlung Řevušín. Diese wurde 1230 im Zuge ihrer Verpfändung durch den Abt Ernst des Klosters Trebitsch an das Zisterzienserinnenkloster „Vallis S. Mariae“ in Oslavany erstmals genannt. Zu Beginn des 14. Jahrhunderts brannten die Kumanen das Dorf nieder.
Eine im Gedenkbuch von Nová Ves festgehaltene Legende verlegt die Zerstörung Řevušíns hundert Jahre danach in die Zeit des mährischen Bruderkrieges zwischen den Markgrafen Jobst und Prokop. Das Kloster Oslavany soll um 1410 dann näher bei der Stadt eine neue Siedlung Nová Ves gegründet haben, die einen als Zadní Pustá Ves bezeichneten Teil der Fluren von Řevušín erhielt.
Die erste schriftliche Erwähnung von Nová Ves erfolgte im Jahre 1547. 
Seit 1750 ist ein Siegel nachweisbar, das die Inschrift Dedina Nowa Wes trug.
Nach der Aufhebung der Patrimonialherrschaften bildete Nová Ves eine Gemeinde in der Bezirkshauptmannschaft Brünn. 1921 kam das Dorf zum Okres Brno-venkov. Zwischen 1948 und 1960 gehörte es zum Okres Rosice und nach dessen Auflösung wieder zum Okres Brno-venkov. 1985 erfolgte die Eingemeindung nach Oslavany. Seit 1990 besteht die Gemeinde Nová Ves wieder.

## Sehenswürdigkeiten
- Statue des hl. Johannes, am Dorfanger
- Ruine der Burg Templštejn, südwestlich an der Jihlava